# قلعه عطارو
قلعه عطارو مربوط به سده‌های میانه دوران پس از اسلام است و در شهرستان شاهرود، بخش بیارجمند، دهستان خوارتوران، غرب روستای ابوالحسنی واقع شده و این اثر در تاریخ ۲۶ اسفند ۱۳۸۶ با شمارهٔ ثبت ۲۲۱۶۰ به‌عنوان یکی از آثار ملی ایران به ثبت رسیده‌است.